# William McDonald (vescovo)
William Joseph McDonald (Kilkenny, 17 giugno 1904 – San Francisco, 7 gennaio 1989) è stato un vescovo cattolico irlandese naturalizzato statunitense.

## Biografia
Monsignor William Joseph McDonald nacque a Kilkenny, in Irlanda, il 17 giugno 1904.

### Formazione e ministero sacerdotale
Compì gli studi per il sacerdozio presso il Saint Kieran College di Kilkenny.
Il 10 giugno 1928 fu ordinato presbitero per l'arcidiocesi di San Francisco. Prima di entrare nel campo accademico fu parroco. In seguito conseguì la laurea e il dottorato all'Università Cattolica d'America a Washington dove poi rimase come professore.
Nel 1957 venne nominato rettore dell'Università Cattolica d'America. I suoi successori porteranno il titolo di presidente. Dal 1960 al 1963 monsignor McDonald fu presidente della Federazione internazionale delle università cattoliche. Fu anche redattore della New Catholic Encyclopedia.

### Ministero episcopale
Il 17 marzo 1964 papa Paolo VI lo nominò vescovo ausiliare di Washington e titolare di Acque Regie. Ricevette l'ordinazione episcopale il 19 maggio successivo dall'arcivescovo Egidio Vagnozzi, delegato apostolico negli Stati Uniti d'America, coconsacranti l'arcivescovo metropolita di Washington Patrick Aloysius O'Boyle e quello di San Francisco Joseph Thomas McGucken. Mantenne comunque il rettorato dell'Università Cattolica d'America. Partecipò alla terza e alla quarta sessione del Concilio Vaticano II nel 1964 e nel 1965.
Il 26 luglio 1967 papa Paolo VI lo nominò vescovo ausiliare di San Francisco.
Il 5 giugno 1979 papa Giovanni Paolo II accettò la sua rinuncia all'incarico per raggiunti limiti di età.
Morì a San Francisco il 7 gennaio 1989 all'età di 84 anni per un attacco di cuore. Riposa nella cappella degli arcivescovi del Holy Cross Catholic Cemetery di Colma.

## Genealogia episcopale
La genealogia episcopale è:
- Cardinale Scipione Rebiba
- Cardinale Giulio Antonio Santori
- Cardinale Girolamo Bernerio, O.P.
- Arcivescovo Galeazzo Sanvitale
- Cardinale Ludovico Ludovisi
- Cardinale Luigi Caetani
- Cardinale Ulderico Carpegna
- Cardinale Paluzzo Paluzzi Altieri degli Albertoni
- Papa Benedetto XIII
- Papa Benedetto XIV
- Cardinale Enrico Enriquez
- Arcivescovo Manuel Quintano Bonifaz
- Cardinale Buenaventura Córdoba Espinosa de la Cerda
- Cardinale Giuseppe Maria Doria Pamphilj
- Papa Pio VIII
- Papa Pio IX
- Cardinale Alessandro Franchi
- Cardinale Giovanni Simeoni
- Cardinale Antonio Agliardi
- Cardinale Basilio Pompilj
- Cardinale Adeodato Piazza, O.C.D.
- Cardinale Egidio Vagnozzi
- Vescovo William Joseph McDonald